# Stefan Landberg
Stefan Olof Ragnar Landberg (* 5. Mai 1970) ist ein schwedischer ehemaliger Fußballspieler. Der Mittelfeldspieler, der am Fußballwettbewerb der Olympischen Sommerspiele 1992 teilnahm, spielte zwischen 1992 und 1997 für die schwedische Nationalmannschaft.

## Werdegang
Landberg entstammt der Jugend des Kalmar FF. Für den Zweitligaabsteiger debütierte er 1988 im Erwachsenenbereich und etablierte sich schnell als Stammspieler in der Offensive. Nach dem direkten Wiederaufstieg zeigte er auch in der zweithöchsten Spielklasse gute Leistungen. Vor Beginn der Erstliga-Spielzeit 1990 wechselte er schließlich zu Östers IF in die Allsvenskan. An der Seite von Hans Eklund, Jan Jansson, Peter Wibrån und Nicklas Persson zog er mit der Mannschaft als Tabellenvierter in die Meisterschafts-Play-Offs ein, bei den Halbfinalspielen gegen IFK Norrköping, in denen der Klub scheiterte, kam er jeweils zum Einsatz. 
In der folgenden Spielzeit konnte Östers IF nicht an den Erfolg anknüpfen und musste als Tabellenvorletzter der Frühjahrsserie in der Kvalsvenskan antreten. Die Mannschaft dominierte jedoch die acht Mannschaften umfassende Relegationsrunde mit den vier besten Zweitligisten und blieb in den 14 Spielen ohne Niederlage. Landberg trug dabei mit vier Toren zum Seriengewinn und damit Klassenerhalt bei. Seine guten Leistungen hatten ihn bereits in die Juniorennationalmannschaften des Svenska Fotbollförbundet geführt, auch bei den Olympischen Spielen 1992 gehörte er zum Aufgebot der von Nils Andersson betreuten Olympiamannschaft. An der Seite von Håkan Mild, Jesper Jansson, Tomas Brolin, Joachim Björklund und Jonny Rödlund erreichte er mit der Auswahlmannschaft das Viertelfinale des Turniers gegen Australien, schied aber trotz eines Tores von Patrik Andersson bei Gegentoren durch John Markovski und Shaun Murphy aus dem Wettbewerb aus. Im Herbst des Jahres debütierte er zudem in e der A-Nationalmannschaft, als diese im Rahmen der Qualifikation zur Weltmeisterschaft 1994 auf Israel traf. Beim 3:1-Erfolg ersetzte er kurz vor Schluss Tomas Brolin.
In den folgenden Jahren hielt sich Landberg, der sich mit seinem Klub in der vorderen Tabellenhälfte platzierte, im erweiterten Kreis der Nationalmannschaft. Vornehmlich als Einwechselspieler eingesetzt, erzielte er beim Rückspiel gegen Israel mit dem Treffer zum 5:0-Endstand sein einziges Länderspieltor. In der Spielzeit 1994 führte die vom neuen Trainer Nanne Bergstrand betreute Mannschaft um Pål Lundin, Ken Burwall, Hans Eklund, Stefan Paldan und Ludwig Ernstsson lange Zeit die Meisterschaft an, letztlich reichte es nur zum fünften Tabellenplatz. Auch eine Teilnahme an der Weltmeisterschaftsendrunde blieb ihm verwehrt. 
Anfang 1995 wechselte Landberg innerhalb der Allsvenskan zum IFK Göteborg, mit dem er am Ende der Spielzeit den schwedischen Meistertitel holte. Als Nebenmann von Niclas Alexandersson, Mikael Nilsson, Andreas Andersson und Teddy Lučić verteidigte er in der Spielzeit 1996 den Titel. Parallel spielte er weiterhin für die Nationalelf, nach der verpassten Qualifikation zur Weltmeisterschaftsendsrunde 1998 wurde er jedoch nach 17 Länderspielen nicht mehr berufen. Auf Klubebene war er hingegen weiterhin Stammspieler, der Verein konnte das ausklingende Jahrzehnt jedoch nicht mehr erfolgreich gestalten und rutschte in der Tabelle ab. 2000 musste Landberg verletzungsbedingt seine Karriere frühzeitig beenden. Er blieb jedoch dem Verein treu und rückte später in den Trainerstab auf.